# Numerisk
Numerisk, bestående av tal i stället för algebraiska uttryck.
Uttrycket används till exempel i sådana sammanhang där man inte med algebraiska metoder kan få fram ett exakt svar. Till exempel är det inte möjligt att med algebraiska metoder räkna fram ett exakt svar på vilken femtegradsekvation som helst, vilket normalt går med andragradsekvationer. Då är man tvungen att söka lösningen med någon lämplig numerisk metod.
Den enklaste formen av numerisk ekvationslösning är att sätta in och pröva, vilket måste kombineras med andra resonemang för att säkerställa att man finner samtliga lösningar. För att skriva ett program för ekvationslösningar tar man till lite mer sofistikerade metoder.
Andra sammanhang där numeriska metoder används är för att lösa differentialekvationer och att beräkna integraler.